# Тонконіг лучний
Тонконі́г лучни́й (Poa pratensis) — вид трав'янистих рослин родини тонконогових.

## Опис

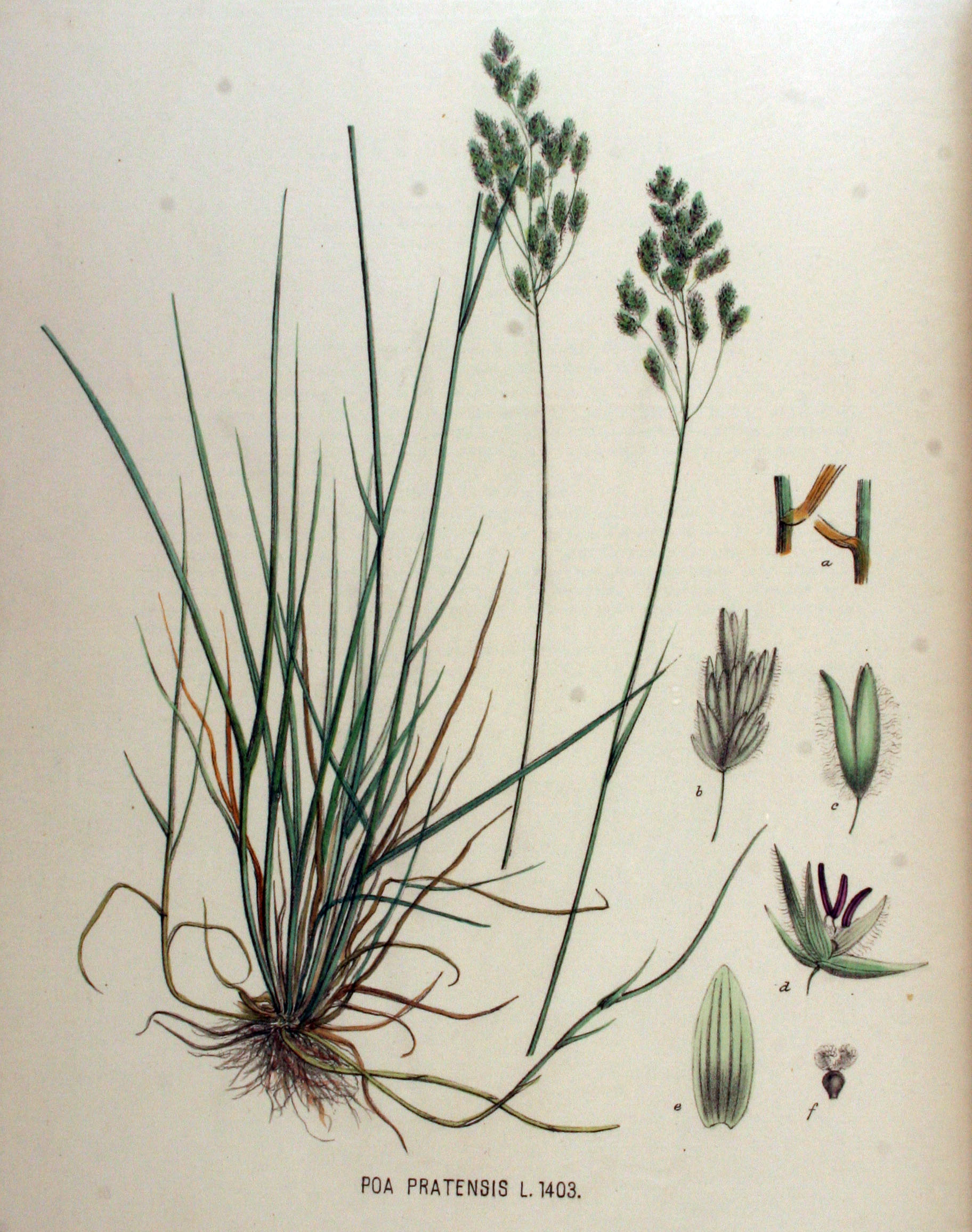
Ілюстрація тонконога лучного у книзі Яна Копса «Flora Batava», Volume 18 (1889)

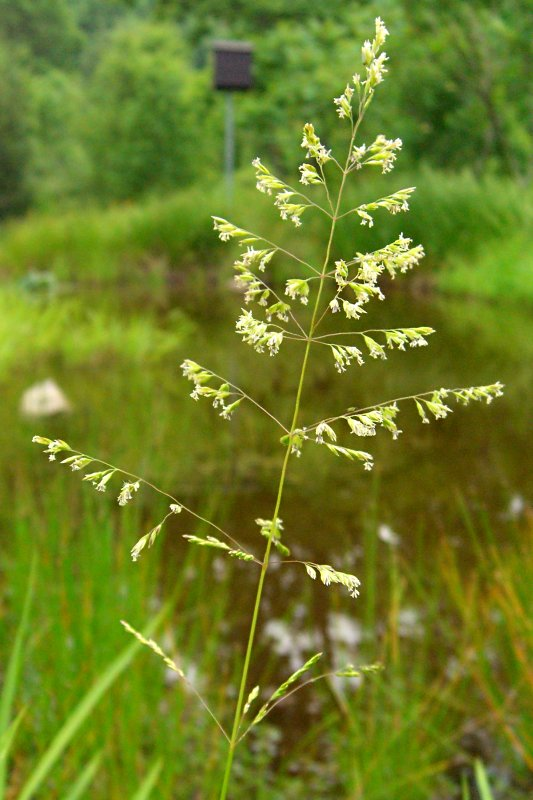
Волоть тонконога лучного

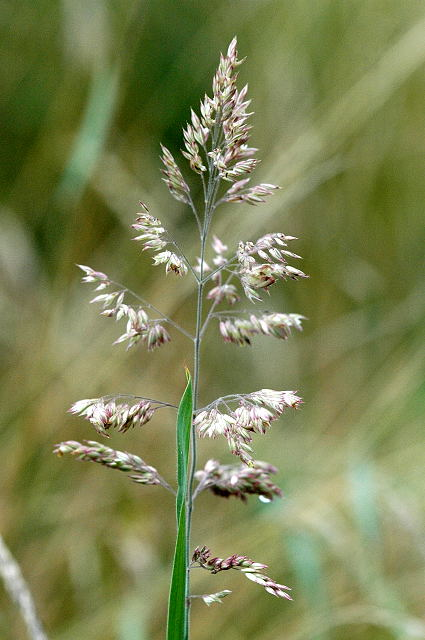
Колос тонконога лучного

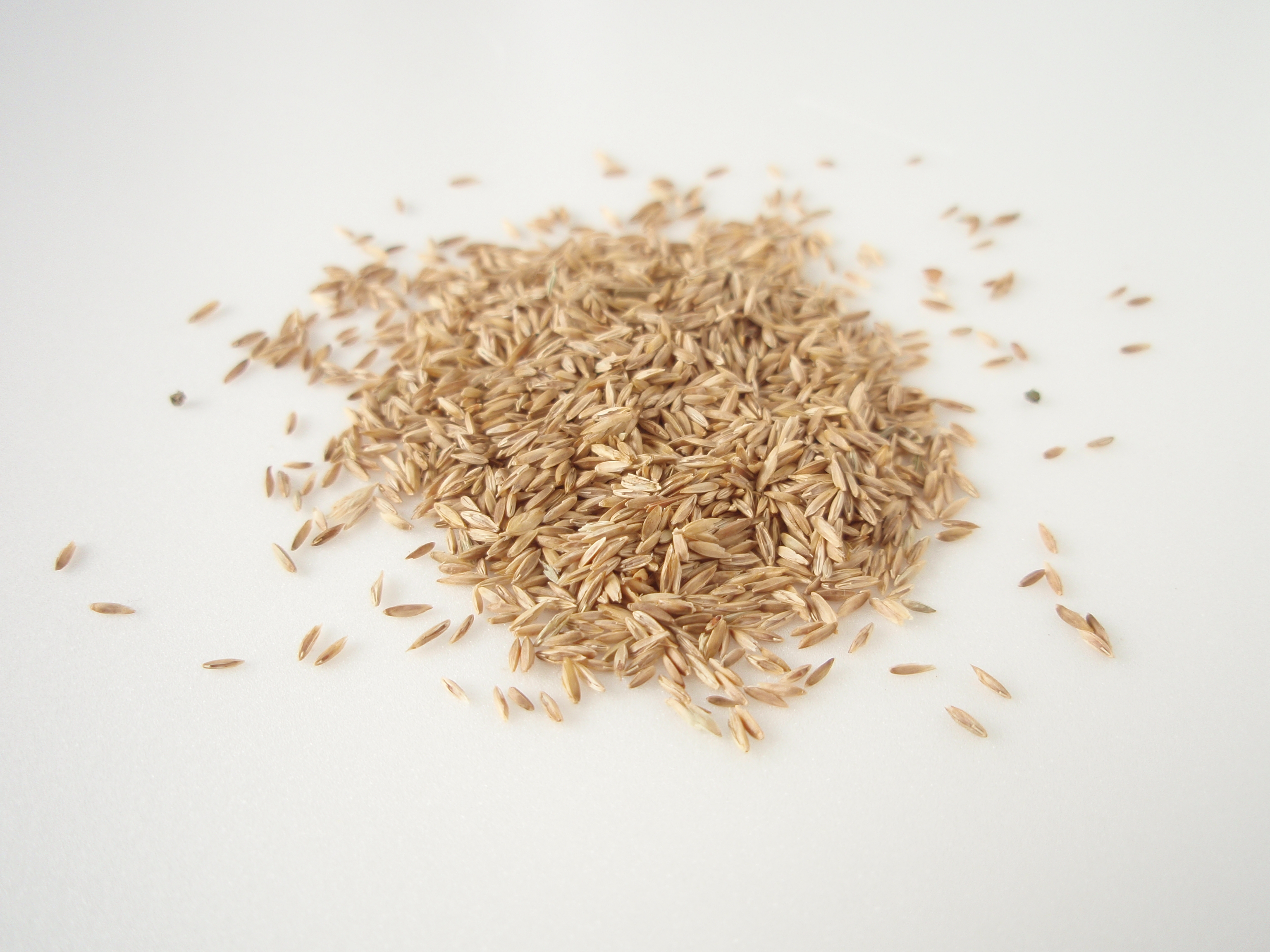
Насіння тонконога лучного

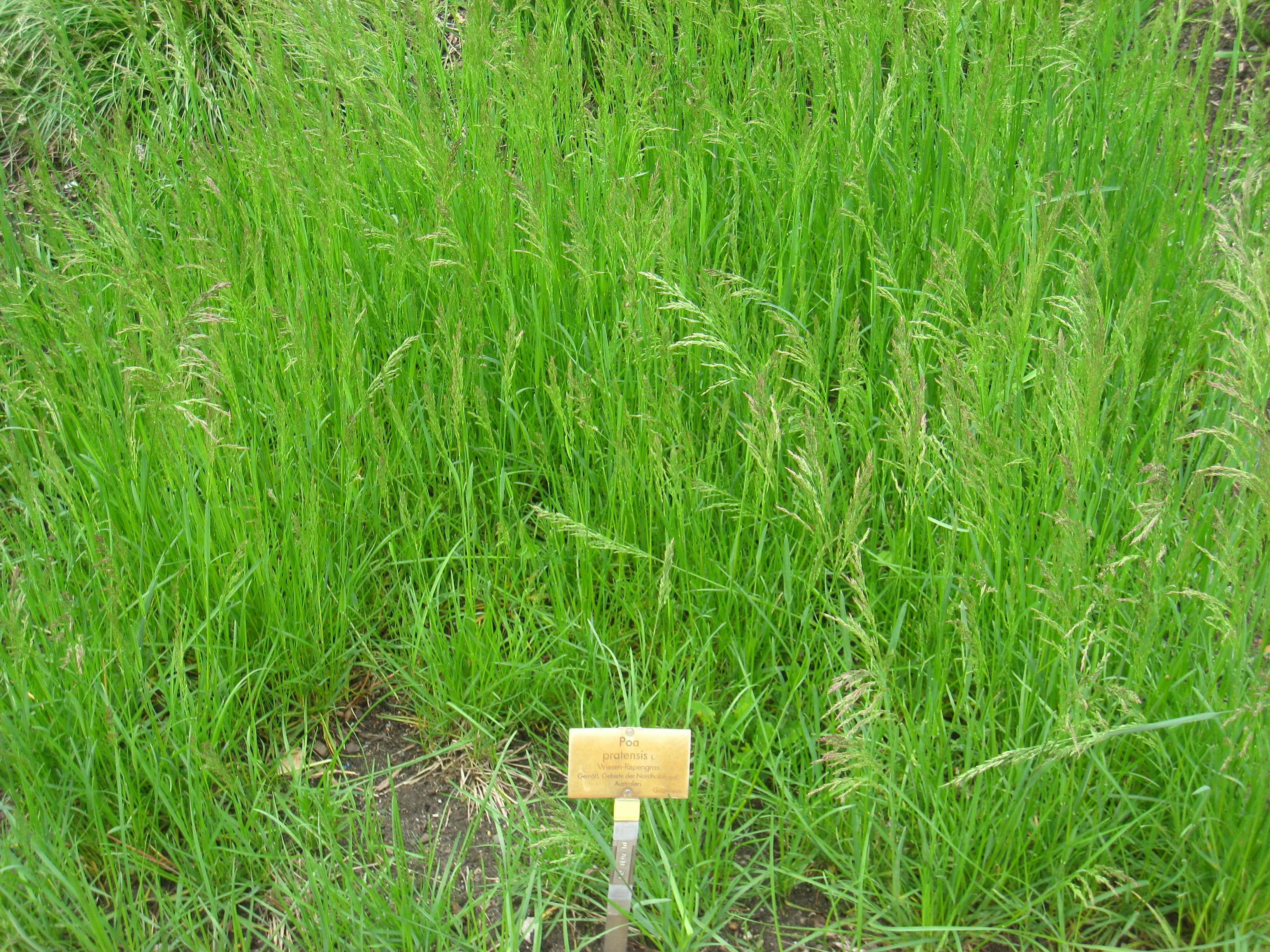
Тонконіг лучний в Берлінському ботанічному саду

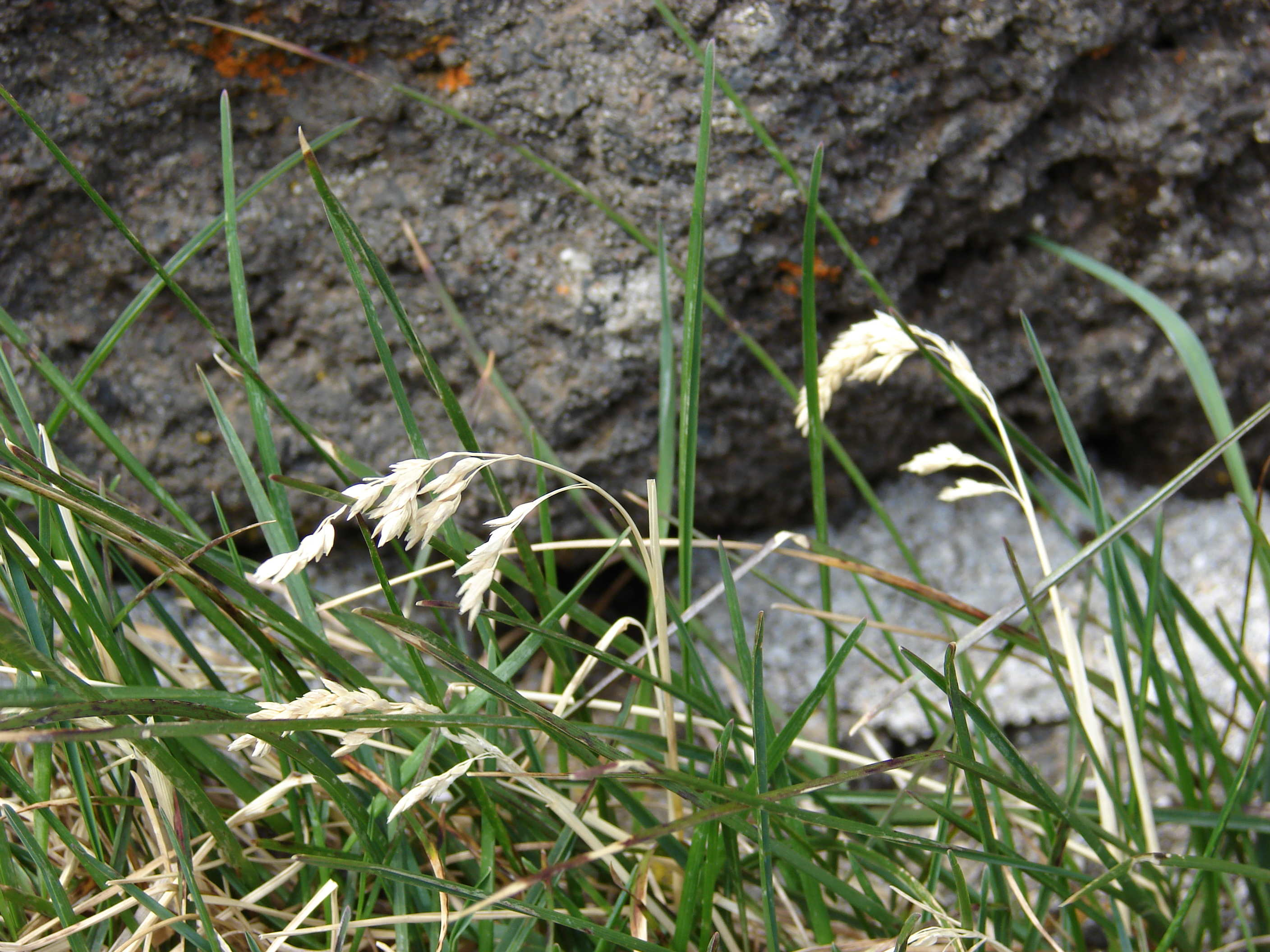
Тонконіг лучний в Національному парку Халєакала, на острові Мауї, Гаваї, США

Багаторічна рослина з поодинокими або декількома зібраними в пухкі дерновинки пагонами і повзучим кореневищем. Стебла (15)20–80(120) см заввишки, округлі, гладкі. Листові пластинки 2–4(5) мм завширшки, плоскі або складені вздовж, коротко загострені. Листові пластинки верхнього листка в 2–3 рази коротше їх піхви. Піхви від основи замкнуті не менше ніж на третину. Язичок 0,5–2(4) мм довжиною, тупий. Суцвіття — пірамідальна волоть, 5–20 см завдовжки. Колоски 3,5–7 мм завдовжки, з 3–5(7) квітками. Колоскові луски 1,5–4,5 мм завдовжки, з 1–3 жилками, ланцетні гострі. Верхня колоскова луска по кілю з видовженими, але не горбкуватими шипиками. Нижня квіткова луска 2,5–4,3 мм завдовжки, ланцетна, з п'ятьма жилками, без помітних проміжних жилок, по кілю і вздовж крайових жилок в нижній частині волосиста, в основі (на калусі) з пучком довгих звивистих волосків. Верхня квіткова луска по кілям з шипиками. Виключно поліморфний вид.
Вітро- і самозапилювальна рослина. Автохор. Розмножується насінням. Цвіте в червні й липні, плодоносить у липні й серпні. Вегетаційний період триває до пізньої осені.
Число хромосом — 2n = 28, 52, 56, 62, 70.

## Поширення

### Природнийареал
- Африка
  - Макаронезія: Португалія — Мадейра; Іспанія — Канарські острови
  - Північна Африка: Алжир; Лівія; Марокко
- Азія
  - Аравійський півострів: Саудівська Аравія
  - Західна Азія: Афганістан; Кіпр; Іран; Ірак; Ізраїль; Йорданія; Ліван; Сирія; Туреччина
  - Кавказ: Вірменія; Азербайджан; Грузія
  - Сибір: Східний Сибір, Західний Сибір
  - Середня Азія: Казахстан; Киргизстан; Таджикистан; Туркменістан; Узбекистан
  - Монголія
  - Далекий Схід Росії
  - Індійський субконтинент: Індія; Пакистан
- Європа
  - Північна Європа: Данія; Фінляндія; Ірландія; Норвегія; Шпіцберген і Ян-Маєн; Швеція; Об'єднане Королівство
  - Середня Європа: Австрія; Бельгія; Чехія; Німеччина; Угорщина; Нідерланди; Польща; Словаччина; Швейцарія
  - Східна Європа: Білорусь; Естонія; Латвія; Литва; Молдова; Росія — європейська частина; Україна (вкл. Крим)
  - Південно-Східна Європа: Албанія; Болгарія; Хорватія; Греція (вкл. Крит); Італія (вкл. Сардинія, Сицилія); Румунія; Сербія; Словенія
  - Південно-Західна Європа: Франція (вкл. Корсика); Португалія; Іспанія
- Північна Америка
  - Субарктична Америка: Канада — Північно-західні території, Юкон; США — Аляска
  - Східна Канада: Нью-Брансвік, Ньюфаундленд, Нова Шотландія, Онтаріо, Квебек
  - Західна Канада: Альберта, Британська Колумбія, Манітоба, Саскачеван
  - Північний Схід США: Коннектикут, Індіана, Мен, Массачусетс, Мічиган, Нью-Гемпшир, Нью-Джерсі, Нью-Йорк, Огайо, Пенсільванія, Род-Айленд, Вермонт, Західна Вірджинія
  - Північний Центр США: Іллінойс, Айова, Міннесота, Міссурі, Небраска, Північна Дакота, Південна Дакота, Вісконсин
  - Північний Захід США: Айдахо, Монтана, Орегон, Вашингтон
  - Південний Схід США: Делавер, Кентуккі, Меріленд, Північна Кароліна, Теннессі, Вірджинія
  - Південний Захід США: Аризона, Каліфорнія, Невада, Юта

### Ареалнатуралізації
- Африка
  - Макаронезія: Португалія — Азорські острови
  - Південна Африка: Лесото; ПАР
- Австралія
- Нова Зеландія: Нова Зеландія
- Північна Америка
- Мексика
- Тихий океан
  - Північно-центральна частина Тихого океану: США — Гаваї
- Південна Америка
  - Західна частина Південної Америки: Колумбії; Перу
  - Південна частина Південної Америки: Аргентина; Чилі

Інтродукований і занесений в багато інших нетропічних країн.

### Культивування
- Азія
  - Китай
- Європа
- Північна Америка
  - США

## Екологія
Зростає на луках, прирічкових галечниках, лісових галявинах і узліссях, в розріджених світлих лісах і заростях чагарників, на болотах, по берегах водойм, біля доріг і на пустирях. Може утворювати чисті зарості.

## Господарське значення
Гарна кормова рослина пасовищного і сінокісного використання. Поживна і охоче поїдається худобою. Належить до ранніх скоростиглих видів.
Тонконіг лучний витримує тривале затоплення талими водами. Найкраще росте при заляганні ґрунтових вод на глибині 0,5-1,0 м. Чудово витримує суворі зими і пізні заморозки, досить посухостійкий. Під час тривалої літньої посухи (липень) може підгоряти. Дуже чутливий до кислотності ґрунту (рН — в межах 5,5 — 6,5). До засолення ґрунту ставиться негативно. Значною мірою схильний до захворювань борошнистою росою та іржею.
Використовується для влаштування газонів. На родючих ґрунтах і в сонячних місцях найбільш стійкий до витоптування вид газонних рослин, тому використовується для спортивних газонів. Він утворює добре пронизану корінням дернину. При скошуванні або стравлюванні у нього швидко утворюються нові пагони. На родючих ґрунтах росте швидше, посухостійкий, зберігається на газонах роками. Оптимальна висота скошування газону з тонконога 4 см. Сильне витоптування переносить починаючи з 3-річного віку. Рослина довговічна. При сприятливих умовах добре зберігається в травостоях — 10-15 і більше років. До кліматичних умов невимоглива.